# Oskar Nordlund
Oskar Nordlund, född 1 december 1992, är en svensk fotbollsspelare som kom till Fränsta IK under vintern 2022. Han värvades under sommaren 2020 till IF Brommapojkarna från Stöde IF. Nordlund gjorde sin Division 1 i fotboll för herrar-debut den 23 augusti 2020 i en 1–2-vinst över Nyköpings BIS  där han gjorde båda målen och byttes ut i den 78:e minuten mot Albin Linnér. Efter höstsäsongen valde BP att inte förlänga, och den 16 februari 2021 annonserade Stöde IF återkomsten av Nordlund. Sedan vintern 2022 spelar Oskar Nordlund i Fränsta IK.